# Berg, Skövde kommun
Berg är en småort i Skövde kommun och kyrkby i Bergs socken. Byn är belägen cirka två kilometer söder om Timmersdala och en kilometer öster om sjön Lången.